# Rona Fairhead
Rona Alison Fairhead, baronne Fairhead (née Haig ; le 28 août 1961 à Cumbria) est une personnalité politique britannique. De 2014 à 2017, elle est la dernière présidente du BBC Trust avant sa suppression et la première femme à occuper ce poste. Elle est ministre d'État au ministère du Commerce international de 2017 à 2019.

## Jeunesse et formation
Rona Haig effectue ses études à la Yarm Grammar School, près de Stockton-on-Tees, dans le nord-est de l'Angleterre, avant de fréquenter le St Catharine's College, à Cambridge. Elle est présidente de la Cambridge University Law Society avant d'obtenir une double première en droit (Bachelor of Arts, BA). Elle obtient ensuite une maîtrise en administration des affaires de la Harvard Business School.

## Carrière professionnelle
Elle commence sa carrière chez Bain & Company et Morgan Stanley dans les années 1980 avant de rejoindre British Aerospace en tant que consultante indépendante en 1991. Plus tard en 1991, elle part chez Short Brothers peu de temps après son rachat par Bombardier Elle est vice-présidente de la stratégie d'entreprise et des affaires publiques en 1994, puis vice-présidente des services aérospatiaux britanniques en 1995.
En 1996, elle est directrice de la planification et des acquisitions pour Imperial Chemical Industries avant de rejoindre l'équipe de direction de l'entreprise en tant que vice-présidente exécutive pour la planification et les communications en 1997, et de continuer en tant que vice-présidente exécutive pour la stratégie et le contrôle de 1998 à 2001. De 2002 à 2006, Fairhead  est directrice financière de Pearson PLC.

### Financial Times
Fairhead rejoint le Financial Times (une filiale de Pearson) en 2006 en tant que directrice générale. Elle supervise la vente de plusieurs autres titres du groupe au cours de son mandat. Elle est également administratrice non exécutive au sein des conseils d'administration de plusieurs grandes sociétés, dont PepsiCo, et est une ancienne directrice de HSBC Holdings et une ancienne « ambassadrice commerciale » pour UK Trade & Investment. Elle démissionne de son poste dans le Financial Times en 2013 après avoir été ignorée pour le poste de présidente du groupe Pearson lorsque le poste est laissé vacant par la précédente titulaire, Marjorie Scardino.

### BBC Trust
En août 2014, le secrétaire à la Culture, Sajid Javid recommande Fairhead à la présidence du BBC Trust, à la suite du départ de Chris Patten, qui a démissionné en mai pour raisons de santé. Des sources telles que The Guardian et The Daily Telegraph rapportent que sa nomination a provoqué la surprise de la BBC, qui s'attendait quelqu'un avec un profil public plus élevé.
Sebastian Coe, l'ancien président du comité d'organisation de Londres des Jeux Olympiques et Paralympiques, et l'ancienne directrice générale de Camelot Group Dianne Thompson étaient candidats. Fairhead prend officiellement son poste à BBC Trust à titre intérimaire le 9 septembre 2014, après l'approbation du Comité spécial de la Chambre des communes pour la culture, les médias et le sport. Elle est officiellement nommée par le Conseil privé le 8 octobre 2014, pour un mandat de quatre ans prenant effet le lendemain.
En septembre 2016, Fairhead annonce qu'elle ne postulera pas à la tête du nouveau conseil remplaçant le BBC Trust qui est mis en place en avril 2017.

### Ministre d'État
Le 28 septembre 2017, elle est nommée ministre d'État non rémunéré au ministère du Commerce international, succédant à Mark Price. En outre, elle reçoit une pairie à vie. Le 19 octobre, elle est créée baronne Fairhead, de Yarm dans le comté du North Yorkshire.
La baronne Fairhead démissionne de son poste ministériel le 7 mai 2019, pour des raisons personnelles.
En février 2023, elle est nommée membre du groupe consultatif externe de McKinsey & Company.

## Vie privée
Tom Fairhead, son mari, est un homme d'affaires et directeur de Campbell Lutyens. Il est conseiller conservateur d'Earl's Court dans l'ouest de Londres de 1994 à 2010. Il est maintenant conseiller municipal honoraire du Borough royal de Kensington et Chelsea. Le couple a trois enfants.
Rona Fairhead est une pilote qualifiée et aime la plongée sous-marine. Vers la fin de son mandat avec le Financial Times Group, Fairhead est traitée pour un cancer du sein. 

## Distinctions
Elle est nommée commandeur de l'ordre de l'Empire britannique (CBE) dans la liste d'honneur du Nouvel An 2012 pour « services à l'industrie britannique ».